# Базилика (титул)
Вижте пояснителната страница за други значения на Базилика.
Базилика е титул в Римокатолическата църква, който се дава от римския папа на най-значимите римокатолически църкви.
Различават се няколко степени в зависимост от значението на храма:
- Архибазилика – най-главната църква на Римокатолическата църква, седалище на епископа на Рим и на папската катедра – това е базиликата Сан Джовани ин Латерано;
- Велики базилики – най-големите по ранг 6 църкви в католицизма: четири от тях се намират в Рим: Сан Джовани ин Латерано, Свети Петър, Сан Паоло фуори ле Мура и Санта Мария Маджоре, и две – в Асизи: Сан Франческо и Санта Мария дели Анджели.
- Папски базилики – 12 църкви, които са непосредствено подчинени на папата. В списъка освен шестте велики базилики влизат още Сан Лоренцо фуори ле Мура в Рим, Беата Вергине дел Розарио в Помпей, Сан Мигел в Мадрид, Сан Никола в Бари, Сант Антонио в Падуа, и Санта Каза в Лорето.
- Патриаршески базилики – базилики-седалища на католически епископи, носещи титула патриарх. Понастоящем действащи са Сан Марко във Венеция, и Възкресение Христово в Йерусалим. Катедрите на лисабонския патриарх – Лисабонската катедрала и на патриарха на Източна Индия – Санта Катарина в Гоа, нямат ранг на базилики и са патриаршески катедрали.
- Малки базилики – повече от 1700 църкви по целия свят, основно катедрали и поклоннически църкви.